# Howard Kazanjian
Howard G. Kazanjian est un producteur du cinéma américain né à Los Angeles le 26 juillet 1942. En tant que producteur, il a produit quelques grands succès, tels que More American Graffiti, Star Wars : Épisode V - L'Empire contre-attaque, Indiana Jones et les Aventuriers de l'arche perdue et Star Wars : Épisode VI - Le Retour du Jedi aux côtés de George Lucas.

## Récompense
- 1982 : Prix Inkpot